# 水野高明
水野 高明（みずの たかあき、1907年8月21日 - 1996年2月12日）は、日本の土木工学者。九州大学総長や、日本コンクリート工学協会会長を務めた。

## 人物・経歴
福岡県出身。1930年九州帝国大学工学部土木工学科卒業。1935年内務省技師。1938年九州帝国大学助教授。1943年九州帝国大学教授。1948年九州大学工学博士。1967年九州大学総長。1969年九州大学名誉教授。1978年から1993年まで攻玉社工科短期大学学長。1984年日本コンクリート工学協会会長。間組顧問なども務めた。昭和52年度土木学会功績賞受賞。1981年、勲二等旭日重光章を受章。1996年、心筋梗塞のため死去。

## 著書
- 『鉄筋コンクリート工学』森北出版 1964年